# Soulsby Service Station
La Soulsby Service Station est une station-service américaine à Mount Olive, dans le comté de Macoupin, dans l'Illinois. Située le long de l'U.S. Route 66, elle a été construite en 1926. Elle est inscrite au Registre national des lieux historiques depuis le 6 mai 2004.